# Mount Lyell, USA
Mount Lyell är ett 3 997 meter högt berg i bergskedjan Sierra Nevada i den östra delen av Yosemite nationalpark i Kalifornien. 
Bergstoppen, som är uppkallad efter geologen Charles Lyell, är parkens högsta och dess nordsluttning är delvis täckt av en  glaciär, Lyell Glacier, som åtminstone tidigare var den största i nationalparken och den näst största i Sierra Nevada. Glaciären  har retirerat 70 % sedan den upptäcktes och rör sig, enligt mätningar utförda år 2013, inte längre.